# James Gunn (filmrendező)
James Francis Gunn Jr. (St. Louis, Missouri, 1966. augusztus 5. –) amerikai filmkészítő, forgatókönyvíró és zenész.
Pályafutását az 1990-es évek közepén kezdte forgatókönyvíróként. Ezután rendezőként kezdett dolgozni, elkezdve a Slither (2006) horror-vígjátékkal, majd végül a szuperhősös műfajhoz tért át, többek között; A galaxis őrzői (2014), A galaxis őrzői vol. 2. (2017) és a The Suicide Squad – Az öngyilkos osztag (2021). Ő írta és rendezte a James Gunn PG Porn (2008–2009) webes sorozatát, valamint a Super (2010) című filmjét is.

## Élete
James Francis Gunn Jr. 1966. augusztus 5-én született a Missouri állambeli St. Louisban Leota "Lee" (Hynek) és James F. Gunn ügyvéd gyermekeként. A Missouri állambeli St. Louis és Manchester között nőtt fel. Öt testvére van: Sean színész, Matt színész és politikai író, Brian forgatókönyvíró, Patrick és Beth. Apja ír bevándorló családból származott. Gunn azt állította, hogy családja vezetékneve eredetileg az ír MacGilgunn nevéből származik, és azt jelenti, hogy "a halottak istenének szolgáinak fiai"; vagyis "a barnák fia". Azt mondta, hogy a DNS-tesztek szerint "részben zsidó". Gunn katolikusnak nevelkedett.
Felnőttként Gunnra olyan alacsony költségvetésű filmek voltak hatással, mint az Élőhalottak éjszakája és a Péntek 13.. Olyan magazinokat olvasott, mint a Fangoria, és műfaji filmvetítésekre járt, többek között az eredeti Holtak hajnala filmre a St. Louis-i Tivoli Színházban. 12 éves korában kezdett 8 mm-es zombifilmeket készíteni a testvéreivel az otthonukhoz közeli erdőben.
Gunn és testvérei mind a jezsuita St. Louis University High Schoolba jártak, ahol 1984-ben végzett. Ezt követően a Saint Louis Egyetemen szerzett bölcsészdiplomát. A Saint Louis Egyetemen politikai rajzokat készített az egyetem hallgatói hetilapja, a The University News számára. Gunn elmondta, hogy főiskolai tanulmányai egy meg nem határozott időpontjában elmondta; „két évig jártam a Los Angeles-i Loyola Marymount egyetemi filmiskolába. De akkoriban eléggé el voltam bukva, és ott kellett hagynom. Évekkel később a Columbia Egyetem képzőművészeti iskolájába jártam, de prózai írást tanultam, nem filmírást.” A Columbia Egyetemen 1995-ben szerezte meg a képzőművészet mesteri fokozatát.

## Magánélete
Gunn 2000. október 7-én vette feleségül Jenna Fischer színésznőt. Hét év házasság után Gunn és Fischer 2007. szeptember 5-én közös nyilatkozatban jelentették be különválásukat, 2008-ban elváltak. 2010-ben Fischer rábeszélte Gunnt, hogy Rainn Wilson, az Office-ban játszó színésztársa, szerepeljen a férfi Super című filmjében.
Gunn 2015 óta él párkapcsolatban Jennifer Holland színésznővel.
Gunn római katolikus családban nőtt fel, és megemlítette, hogy az ima továbbra is fontos szerepet játszik az életében, de azt is mondta, hogy "bizonyos szempontból vallásellenes".

## Filmográfia

### Filmek

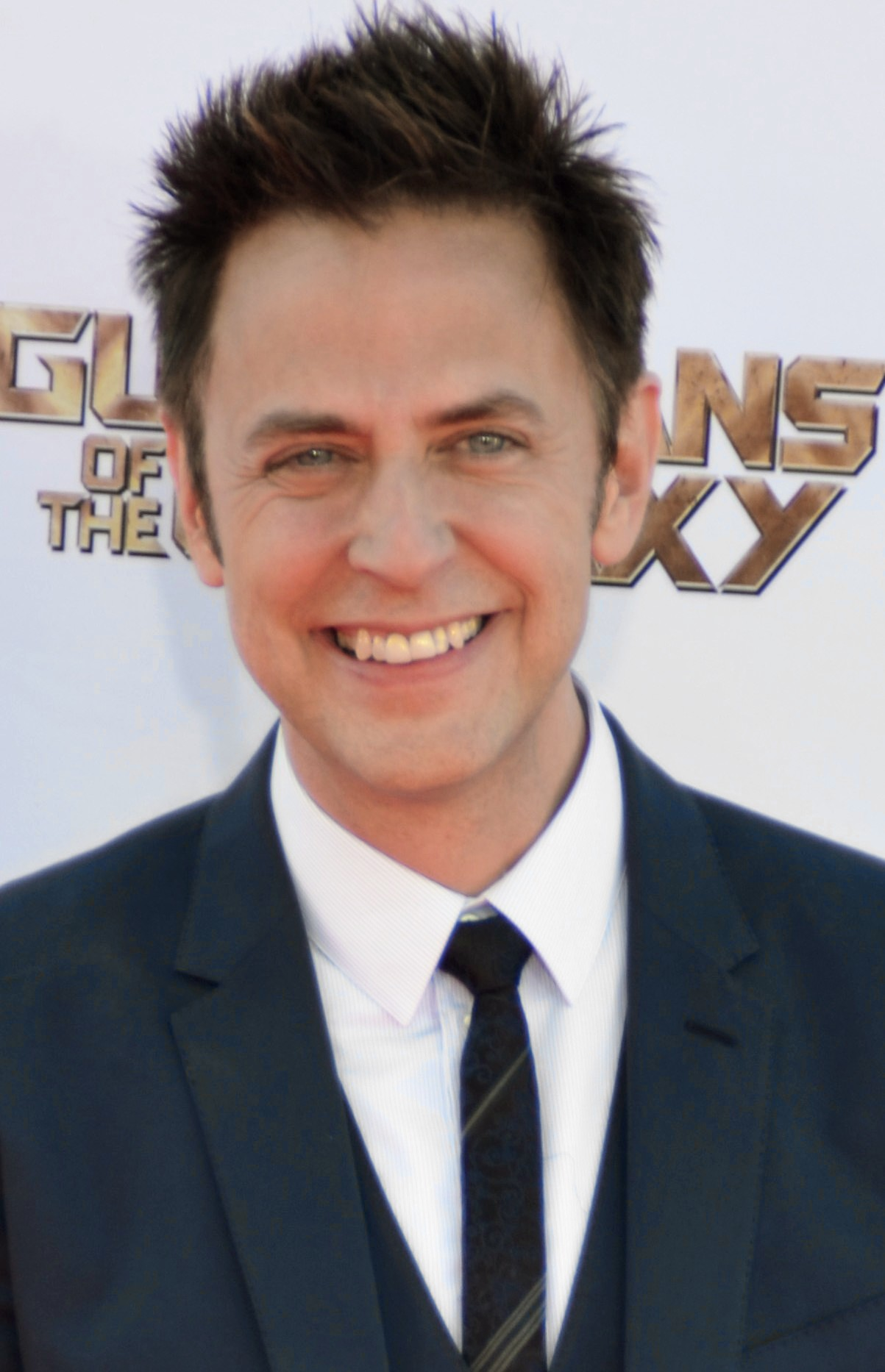
2014-ben

| Év   | Title                                   | Rendező     | Forgatókönyvíró   | Producer | Megjegyzés           |
| ---- | --------------------------------------- | ----------- | ----------------- | -------- | -------------------- |
| 1996 | Tromeo és Júlia                         | Társrendező | Igen              | Nem      |                      |
| 2000 | The Specials                            | Nem         | Igen              | Igen     |                      |
| 2002 | Scooby-Doo – A nagy csapat              | Nem         | Igen              | Nem      |                      |
| 2004 | Tube                                    | Nem         | Igen              | Nem      |                      |
| 2004 | Holtak hajnala                          | Nem         | Igen              | Nem      |                      |
| 2004 | Scooby-Doo 2. – Szörnyek póráz nélkül   | Nem         | Igen              | Igen     |                      |
| 2004 | LolliLove                               | Nem         | Nincs feltüntetve | Vezető   |                      |
| 2006 | Slither                                 | Igen        | Igen              | Nem      | debütáló játékfilmje |
| 2010 | Super                                   | Igen        | Igen              | Nem      |                      |
| 2014 | A galaxis őrzői                         | Igen        | Igen              | Nem      |                      |
| 2016 | A Belko-kísérlet                        | Nem         | Igen              | Igen     |                      |
| 2017 | A galaxis őrzői vol. 2.                 | Igen        | Igen              | Nem      |                      |
| 2018 | Bosszúállók: Végtelen háború            | Nem         | Nem               | Vezető   | Kiegészítő dialógus  |
| 2019 | Bosszúállók: Végjáték                   | Nem         | Nem               | Vezető   | [ 30 ]               |
| 2019 | Brightburn – A lángoló fiú              | Nem         | Nem               | Igen     | [ 31 ]               |
| 2021 | The Suicide Squad – Az öngyilkos osztag | Igen        | Igen              | Nem      | Poszt-produkció      |
| 2023 | A galaxis őrzői: 3. rész                | Igen        | Igen              | Nem      | [ 33 ]               |
| 2025 | Superman                                | Igen        | Igen              | Igen     |                      |
| 2026 | Supergirl                               | Nem         | Nem               | Igen     |                      |
| 2026 | Coyote vs. Acme                         | Nem         | Igen              | Igen     |                      |

### Rövidfilmek
| Év   | Cím              | Rendező | Forgatókönyvíró | Producer | Megjegyzés         |
| ---- | ---------------- | ------- | --------------- | -------- | ------------------ |
| 1997 | Hamster PSA      | Igen    | Igen            | Nem      |                    |
| 2008 | Sparky & Mikaela | Igen    | Igen            | Igen     | webes rövidfilm    |
| 2008 | Humanzee!        | Igen    | Igen            | Igen     | webes rövidfilm    |
| 2013 | Beezel           | Igen    | Igen            | Nem      | Szegmens: Movie 43 |

Színészként
| Év   | Cím                                            | Szerep                        | Megjegyzés              |
| ---- | ---------------------------------------------- | ----------------------------- | ----------------------- |
| 1996 | Tromeo és Juliet                               | Found a peanut father         |                         |
| 2000 | The Specials                                   | Percek embere                 |                         |
| 2000 | Citizen Toxie: The Toxic Avenger IV            | Flem Hocking doktor           |                         |
| 2003 | Doggie Tails, Vol. 1: Lucky's First Sleep-Over | Riley                         |                         |
| 2003 | The Ghouls                                     |                               |                         |
| 2003 | Melvin Goes to Dinner                          | Scott                         |                         |
| 2004 | LolliLove                                      | James                         |                         |
| 2006 | Slither                                        | Hank                          | stáblistán nem szerepel |
| 2008 | Humanzee!                                      | James                         | rövid web               |
| 2010 | Super                                          | Demonswill                    |                         |
| 2014 | A galaxis őrzői                                | Maskless Sakaaran, Baby Groot | CGI színész is          |

### Televíziós sorozatok
| Év        | Cím                                  | Rendező | Forgatókönyvíró | Vezető producer | Megjegyzés  |
| --------- | ------------------------------------ | ------- | --------------- | --------------- | ----------- |
| 1997–2000 | The Tromaville Cafe                  | Igen    | Igen            | Nem             | alkotó is   |
| 2008–2009 | James Gunn's PG Porn                 | Igen    | Igen            | Vezető          | Web sorozat |
| 2022–     | Peacemaker – Békeharcos              | Igen    | Igen            | Vezető          |             |
| 2022–2023 | Én vagyok Groot                      | Nem     | Nem             | Vezető          |             |
| 2022      | A galaxis őrzői – Ünnepi különkiadás | Igen    | Igen            | Vezető          | különkiadás |
| 2024      | Beast Boy: Lone Wolf                 | Nem     | Nem             | Vezető          |             |
| 2024      | DC Metal Force                       | Nem     | Nem             | Vezető          |             |
| 2024–     | Különc Kommandó                      | Igen    | Igen            | Vezető          |             |

Színészként
| Év        | Cím                                        | Szerep               | Megjegyzés        |
| --------- | ------------------------------------------ | -------------------- | ----------------- |
| 1997      | Sgt. Kabukiman Public Service Announcement | Őrült maszturbátor   | rövid tv sorozat  |
| 1997–2000 | The Tromaville Cafe                        | Mike, az őrült fickó |                   |
| 2008–2009 | James Gunn's PG Porn                       | ismeretlen szerep    |                   |
| 2013      | Holliston                                  | John Anguish         | Epizód: "Honesty" |
| 2015      | Con Man                                    | Raaker 2.0           | Web sorozat       |
| 2022      | Harley Quinn                               | önmaga (hangja)      | 1 epizód          |
| 2022      | Én vagyok Groot                            | Karóra (hangja)      | 1 epizód          |
| 2025      | Rick és Morty                              | önmaga (hangja)      | 1 epizód          |

### Videójátékok
| Év   | Cím               | Rendező | Forgatókönyvíró | Producer | Színész | Szerep          |
| ---- | ----------------- | ------- | --------------- | -------- | ------- | --------------- |
| 2012 | Lollipop Chainsaw | Nem     | Igen            | Nem      | Nem     | N/A             |
| 2013 | LocoCycle         | Nem     | Nem             | Nem      | Igen    | Nagy karú elnök |

## Fordítás
- Ez a szócikk részben vagy egészben  a   James Gunn című angol Wikipédia-szócikk fordításán alapul.  Az eredeti cikk szerkesztőit annak laptörténete sorolja fel. Ez a jelzés csupán a megfogalmazás eredetét és a szerzői jogokat jelzi, nem szolgál a cikkben szereplő információk forrásmegjelöléseként.